# Kalamata Cup 2012
| 20. Kalamata Cup 2012     | 20. Kalamata Cup 2012 |
| ------------------------- | --------------------- |
| Logo                      |                       |
| Veranstaltungsort         | Kalamata              |
| Teilnehmende Nationen     | 8                     |
| Teilnehmende Gymnastinnen | 34                    |
| Wettbewerbe               | 11                    |
| Eröffnung                 | 21. April 2012        |
| Abschluss                 | 22. April 2012        |
| Chronik                   |                       |
| ← Kalamata Cup 2011       | Kalamata Cup 2013 →   |

Der 20. Kalamata Cup 2012 der Rhythmischen Sportgymnastik wurde am 21. und 22. April 2012 in Kalamata, Griechenland ausgetragen. Ebenfalls geladen war die Klasse der Juniorinnen, die den Event komplettierte.

## Teilnehmende Nationen
| - Griechenland - Bulgarien - Italien - Österreich | - Russland - Ukraine - Belarus - Zypern |

## Ergebnisse

### Einzelwettkampf (Seniorenklasse)

#### Einzelmehrkampf
Am Mehrkampf der Seniorinnen nahmen 14 Gymnastinnen teil. Dieser Wettbewerb bestand aus den Disziplinen Reifen, Ball, Keulen und Band. Zur Ermittlung des Gesamtstandes wurden die Wertungen aus den Teildisziplinen addiert. Zudem qualifizierten sich die jeweils besten Acht jeder Disziplin für die Gerätefinals. Der Mannschaftsmehrkampf findet beim Kalamata Cup keine Berücksichtigung.
| Rang |
| 1    |
| 2    |
| 3    |
| 4    |
| 5    |
| 6    |
| 7    |
| 8    |
| 9    |
| 10   |
| 11   |
| 12   |
| 13   |
| 14   |
| ---- |

| Gymnastin             | Land         |        |        |        |        | Gesamt  |
| --------------------- | ------------ | ------ | ------ | ------ | ------ | ------- |
| Silviya Miteva        | Bulgarien    | 27,200 | 27,700 | 27,200 | 27,825 | 109,925 |
| Varvara Filiou        | Griechenland | 27,425 | 27,725 | 27,175 | 27,575 | 109,900 |
| Hanna Risatdinowa     | Ukraine      | 27,450 | 27,250 | 27,650 | 27,375 | 109,725 |
| Viktoria Shynkarenko  | Ukraine      | 25,200 | 26,950 | 27,400 | 26,800 | 106,350 |
| Arina Charopa         | Belarus      | 25,950 | 26,625 | 27,150 | 25,500 | 105,225 |
| Artemi Castro Gavezou | Griechenland | 26,275 | 26,725 | 25,800 | 26,075 | 104,875 |
| Ekaterina Vedeneeva   | Russland     | 26,500 | 25,150 | 25,450 | 26,700 | 103,800 |
| Daria Avtonomova      | Russland     | 24,875 | 25,625 | 25,450 | 26,300 | 102,250 |
| Christina Malaktou    | Zypern       | 25,175 | 25,725 | 24,750 | 24,650 | 100,300 |
| Giulia Pala           | Italien      | 25,275 | 25,000 | 25,275 | 24,725 | 100,275 |
| Giulia Di Luca        | Italien      | 25,875 | 24,850 | 23,700 | 24,775 | 099,200 |
| Sophia Lindtner       | Österreich   | 24,350 | 23,650 | 24,600 | 24,675 | 097,275 |
| Natascha Wegscheider  | Österreich   | 25,150 | 23,525 | 24,150 | 23,425 | 096,250 |
| Irini Michael         | Zypern       | 24,025 | 22,900 | 23,450 | 22,000 | 092,375 |

- Hellblau markierte Felder zeigen die Qualifikationen für die Gerätefinals, durch Doppelklick auf die Pfeile einer Disziplin wird die individuelle Rangfolge angezeigt

#### Gerätefinals
Für die Gerätefinals qualifizierten sich die jeweils besten Acht Gymnastinnen jeder Teildisziplin des Mehrkampfes
| Platz | Land         | Mannschaft            | Punkte |
| ----- | ------------ | --------------------- | ------ |
| 1     | Ukraine      | Hanna Risatdinowa     | 27.675 |
| 2     | Bulgarien    | Silviya Miteva        | 27.650 |
| 3     | Griechenland | Varvara Filiou        | 27.200 |
| 4     | Belarus      | Arina Charopa         | 26.375 |
| 5     | Griechenland | Artemi Castro Gavezou | 26.200 |
| 6     | Italien      | Giulia Pala           | 26.100 |
| 7     | Italien      | Giulia Di Luca        | 25.950 |
| 8     | Russland     | Ekaterina Vedeneeva   | 25.650 |

| Platz | Land         | Mannschaft            | Punkte |
| ----- | ------------ | --------------------- | ------ |
| 1     | Bulgarien    | Silviya Miteva        | 28.200 |
| 2     | Ukraine      | Viktoria Shynkarenko  | 27.525 |
| 3     | Ukraine      | Hanna Risatdinowa     | 27.125 |
| 4     | Griechenland | Artemi Castro Gavezou | 26.750 |
| 5     | Griechenland | Varvara Filiou        | 26.700 |
| 6     | Russland     | Daria Avtonomova      | 26.275 |
| 7     | Zypern       | Christina Malaktou    | 25.775 |
| 8     | Belarus      | Arina Charopa         | 24.575 |

| Platz | Land         | Mannschaft            | Punkte |
| ----- | ------------ | --------------------- | ------ |
| 1     | Ukraine      | Hanna Risatdinowa     | 27.775 |
| 2     | Bulgarien    | Silviya Miteva        | 27.700 |
| 3     | Griechenland | Varvara Filiou        | 27.350 |
| 4     | Ukraine      | Viktoria Shynkarenko  | 26.800 |
| 5     | Griechenland | Artemi Castro Gavezou | 26.750 |
| 6     | Russland     | Daria Avtonomova      | 26.200 |
| 7     | Russland     | Ekaterina Vedeneeva   | 25.500 |
| 8     | Belarus      | Arina Charopa         | 25.350 |

| Platz | Land         | Mannschaft            | Punkte |
| ----- | ------------ | --------------------- | ------ |
| 1     | Bulgarien    | Silviya Miteva        | 28.400 |
| 2     | Ukraine      | Hanna Risatdinowa     | 27.825 |
| 3     | Griechenland | Varvara Filiou        | 27.425 |
| 4     | Russland     | Ekaterina Vedeneeva   | 26.750 |
| 5     | Belarus      | Arina Charopa         | 26.525 |
| 6     | Griechenland | Artemi Castro Gavezou | 26.450 |
| 7     | Ukraine      | Viktoria Shynkarenko  | 26.425 |
| 8     | Russland     | Daria Avtonomova      | 25.375 |